# Военный переворот в Гвинее (2008)

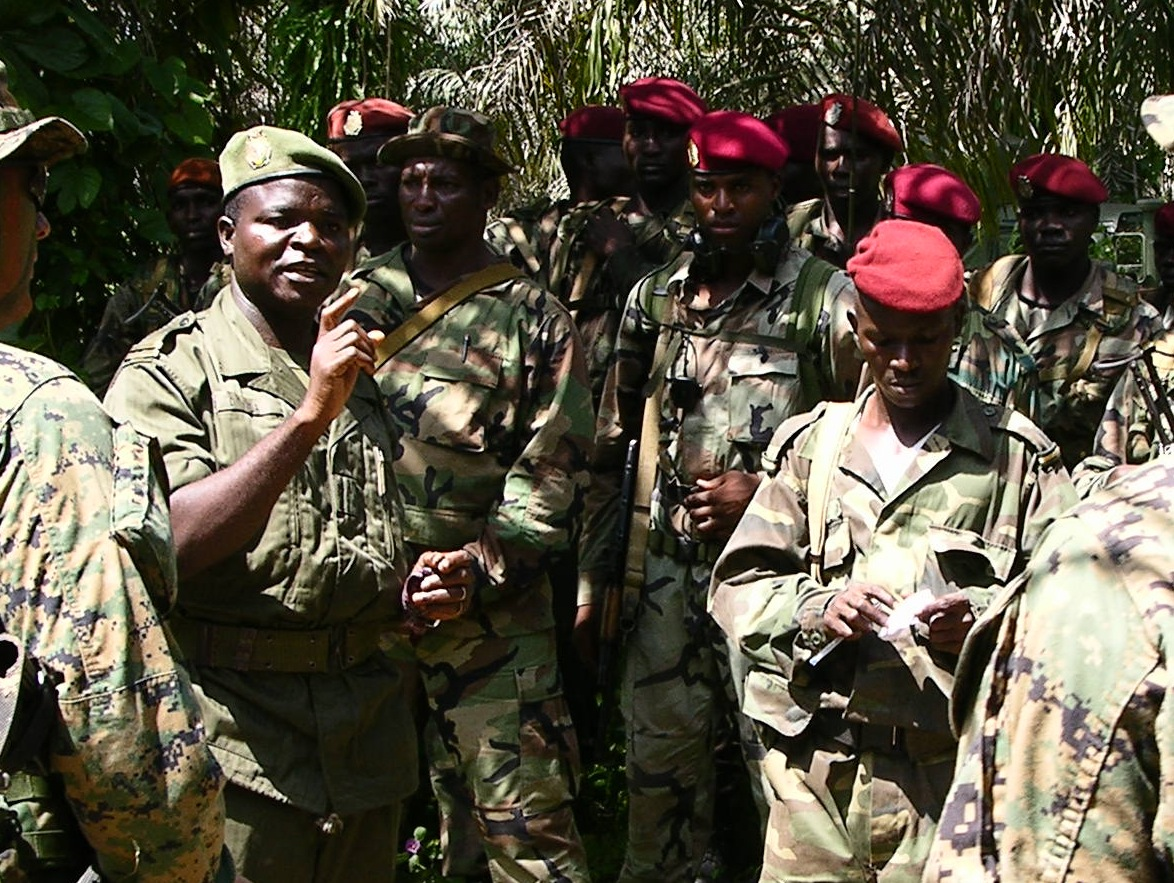
Гвинейские офицеры в 2005 году. 1-й лейтенант Дэвид Хаба (на фото слева) стал в 2009 году специальным посланником CNDD при иностранных лидерах.

Военный переворот в Гвинее в 2008 году произошёл в Гвинее 23 декабря 2008 года, на следующий день после объявления о смерти правившего с 1984 года президента Лансана Конте.
О смерти президента объявил 23 декабря спикер Национальной Ассамблеи Абубакара Сомпаре. Согласно конституции Гвинеи он должен был исполнять обязанности главы государства в течение 60 дней, до проведения досрочных президентских выборов.
Шесть часов спустя после выступления Абубакара Сомпаре было объявлено о военном перевороте. Капитан армии Мусса Дадис Камара выступил в эфире столичной радиостанции «Конакри» объявив о роспуске правительства и конституционных органов, а также о приостановке действия конституции, в связи с неспособностью институтов республики разрешить кризис, происходящий в стране.